# 32796 Ehrenfest
32796 Ehrenfest este un asteroid din centura principală de asteroizi.

## Descriere
32796 Ehrenfest este un asteroid din centura principală de asteroizi. A fost descoperit pe 2 martie 1990 la Observatorul La Silla de Eric Walter Elst. Asteroidul prezintă o orbită caracterizată de o semiaxă mare de 2,66 ua, o excentricitate de 0,15 și o înclinație de 12,8° în raport cu ecliptica.